# André Steinmann
André Steinmann est un missionnaire catholique français de la congrégation des Oblats de Marie-Immaculée, né le 9 décembre 1912 à Nancy (France) et mort le 21 juillet 1991 à Cap-de-la-Madeleine (Canada).
Il est connu pour ses actions d'aide sociale, d'éducation, et d'évangélisation apportées pendant 40 ans aux populations inuits du nord du Canada, principalement dans le territoire du Nunavik. Il a favorisé la diffusion de leurs traditions et de leur art, et œuvré pour la sauvegarde de leur langue.
Il est le frère de l'abbé Jean Steinmann, auteur de nombreux ouvrages sur l'Ancien Testament.

## Biographie

### Jeunesse et formation
André Steinmann naît le 9 décembre 1912 dans une famille alsacienne d'industriels qui comptera huit garçons, dont Jean son aîné, avec qui il déclarera avoir été très proche. Il perd sa mère à l'âge de 13 ans.
À la fin de sa scolarité, il choisit d'intégrer la congrégation des pères Oblats de Marie-Immaculée, attiré par les activités de missionnaire en Arctique que cette congrégation pratiquait. Il fait son noviciat en Bretagne, puis effectue son scolasticat en Belgique et près de Montereau (Yonne), interrompu par son service militaire effectué à Lille.
En 1937, il est ordonné prêtre en même temps que son frère Jean Steinmann, dans le diocèse de Paris.

### Missionnaire au Nunavik (Nouveau-Québec) et au Nunavut

#### 1938-1955: Kangiqsujuaq, Salluit, Quaktak et Cambridge Bay
En 1938, il est envoyé par la congrégation dans la zone du détroit d'Hudson au Nouveau-Québec, après avoir fait un bref passage à Montréal pour y rencontrer Mgr Turquetil, le nouvel évêque du diocèse.
Il séjourne dans le nord du Québec à Wakeham Bay (Kangiqsujuaq) où une mission catholique a été fondée en 1936. En 1940, il prend en charge la mission. Il y passe neuf ans et parcourt la côte, se rendant fréquemment à Sugluk (Salluit) et Koartak (Quaqtaq). Il partage le quotidien des Inuits, participant aux activités de chasse et de pêche. Les activités d'aide qu'exerçaient les missionnaires étaient multiples. Il les décrit comme celles de  « dentistes, médecins, chirurgiens, gynécologues, psychiatres, menuisiers, électriciens, chasseurs, pécheurs, navigateurs, professeurs... ».
En 1947, Il fonde une mission catholique sur Diana Bay, à Koartak (Quaqtaq),. Il y construit une église-résidence et un petit magasin vendant des denrées essentielles. La mission agit aussi comme infirmerie pour premiers soins. L'année suivante, elle commence l'enseignement à quelques enfants et à des femmes passant l'hiver dans la région. On leur apprend l'alphabet syllabique, l'arithmétique de base et des rudiments d'anglais. La mission n'a pu convertir qu'un petit nombre de locaux (15 à 20 présents en même temps), mais elle a joué un rôle important comme fournisseur de services et lieu de communauté, servant de lieu de rassemblement à Noël, à Pâques ou en d'autres occasions.
De 1953 à 1955, il passe deux années à Cambridge Bay, au Nunavut. En 1954, il fait construire une église catholique permanente en pierre face à l'ancien site de la ville. L'église ouvre ses portes en septembre 1954 en présence de neuf paroissiens. Victime d'un incendie criminel en 2006, il n'en reste que les murs.
À Cambridge Bay, subsiste également une épave du bateau qu'il avait acheté et fait convoyer. Le bateau est arrivé après que Steinmann soit reparti vers le Nord du Québec. Il prévoyait de s'en servir pour faire transporter des matériaux de construction.
A la suite de ces premières missions, il retourne en France pendant huit mois pour y donner des conférences, à la demande de la Congrégation.

#### 1956-1977: Puvirnituq
En 1956, il fait son retour, d'abord à Sugluk (Salluit), puis à Povungnituk (Puvirnituq), où il va passer plus de 20 ans.
Il y fonde une mission, qui durera jusqu'en 1977. Il ouvre également une école dans la mission catholique, de l’automne 1956 à 1959.
En 1958, il pousse les résidents à fonder une association de sculpteurs, la Povungnituk Sculptors Society,, qui deviendra une coopérative en 1961 ayant pour but d'assister les artistes et de faire commerce d'objets d'art inuit. Il veut mettre en place une nouvelle façon d'échanger et de vendre les œuvres des Inuits, ayant constaté que les revenus réels qui leur revenaient étaient très faibles par rapport au prix de vente finaux de leurs objets, du fait des intermédiaires.
Il utilise ses relations francophones pour nouer des liens avec le mouvement coopératif de la Caisse populaire Desjardins du Québec, ainsi que pour encourager la construction d'une piste d'atterrissage locale en 1968. De même, il utilise ses relations pour faire connaitre la coopérative aux États-Unis et obtenir des commandes de manière qu'une compagnie comme Trans-Canada Air Lines, qui possédait un bureau de poste à proximité, à Poste-de-la-Baleine, soit intéressée à participer à ce commerce.
Après un démarrage difficile, la coopérative de Puvirnituq connait un large succès et fait reculer la pauvreté. Les villages voisins Inukjuak et Ivujivik établissent des succursales, qui deviendront des coopératives autonomes. Cette réussite inspire d'autres communautés voisines à former des coopératives semblables, qui ont par la suite créé la Fédération des coopératives du Nouveau-Québec. Cette première coopérative nordique met également fin au monopole de la Compagnie de la Baie d’Hudson. Il semble cependant que certains missionnaires s'inquiètent de ce développement trop rapide, qui éloigne les Inuits de leurs activités traditionnelles de chasse et de pêche.
Sur les objets d'arts, sculptures et gravures, André Steinmann encourage les artistes locaux à représenter les récits mythiques de leur peuple et même des traits d'humour inuit.
Au cours des années 1960, il contribue également à la création d'une imprimerie ainsi que d'une entreprise de fabrication de poupées.

### 1978-1982: traducteur de la langue inuit pour le gouvernement
À la suite d'un travail assidu, il avait appris l'anglais et l'inuktitut, la langue des Inuit, dès son arrivée à Wakeham Bay (Kangiqsujuaq). À partir de 1978 et durant 4 ans, il est missionné par le gouvernement canadien pour effectuer des travaux de traduction,.

### 1982-1991: dernières années
Au terme de son mandat de traducteur, il se retire chez les Oblats de Marie-Immaculée, au sanctuaire Notre-Dame-du-Cap du Cap-de-la-Madeleine,.
En 1991, il est opéré d'un cancer du poumon. Il meurt le 21 juillet 1991 à l'infirmerie des Missionnaires oblats de Marie-Immaculée de Québec.
En 1991, peu après sa mort, le statut de membre de l'Ordre du Canada lui est attribué en reconnaissance de son dévouement pour les Inuits,.

## Personnalité et ligne de conduite
Plutôt frêle de constitution, il indique avoir appris les arts martiaux (judo jiu-jitsu) à l'époque de son service militaire, ce qui l'a endurci et aidé à affronter les rigueurs de l'hiver arctique.
Son credo était qu'« on ne peut pas parler de Dieu à des personnes qui ont faim ». C'est pourquoi il s'est évertué à faciliter les conditions matérielles de vie des Inuits, alors appelés Esquimaux, et à les motiver pour qu'ils mettent une organisation en place (coopérative) pour obtenir par eux-mêmes des rentrées financières en vendant leurs objets d'art,. D'ailleurs, lorsque le père Steinmann prend sa retraite vers 1977, il est plus connu pour son succès en tant que promoteur des arts que comme missionnaire, marin ou bâtisseur d'églises.
En s’immisçant complètement dans le style de vie des Inuits, il a réussi à gagner très rapidement leur confiance. Il était surnommé « la petite barbe » par ceux-ci (Umikadlak, l'homme à la « jolie petite barbe »).

## Distinctions
- Membre de l'Ordre du Canada (1991)

## Ouvrages
- André Steinmann (ill. Gilbert La Rocque), La petite barbe : J'ai vécu 40 ans dans le Grand Nord, Montréal, Éditions de l'homme, 1977, 313 p. (lire en ligne)